# 574
Cette page concerne l'année 574  du calendrier julien. Pour l'année 574 av. J.-C., voir 574 av. J.-C.
L'année 574 est une année commune qui commence un lundi.

## Événements
- Printemps[1] : l’empereur d’Orient Justin II paye un tribut de 45 000 sous d'or aux Perses contre une trêve d'un an[2].
- 7 septembre[3], empire byzantin : le Thrace Tibère, comte des excubiteurs, est adopté par l'empereur Justin II, en proie des accès de folie, et proclamé César à l’instigation de l'impératrice Sophie[4].

- Offensive de Sigebert d'Austrasie avec des troupes païennes venues d’outre-Rhin contre l’armée neustrienne. Chilpéric, abandonné par Gontran, recule vers le Perche, jusqu'à Havelu où un traité est conclu sans combat. Chilpéric restitue les villes d'Aquitaine prises en 573 par son fils Thibert (Tours, Poitiers, Limoges, Cahors). Les Germains auxiliaires mettent la Neustrie à sac autour de Paris en emmenant des prisonniers, sans que Sigebert ne puisse les en empêcher[5].
- Attaque des Lombards contre la Gaule, qui aboutit à une défaite totale. Le duc Amo atteint Mague (près de Caumont) dans la région d'Avignon par Embrun ; Zaban atteint Valence par la vallée du Verdon et Rodan assiège Grenoble. Amo va enlever les troupeaux de la Crau, rançonne Aix. Le patrice Mummolus se porte au secours de Grenoble. Rodan, blessé, rejoint Zaban avec 500 hommes et les deux ducs se retirent à Embrun, avant d'être rejeté au-delà des Alpes par Mummolus. En l'apprenant, Amo se retire à son tour mais a peine à regagner l'Italie avec l'arrivée de l'hiver. Une dernière bande, après avoir ravagé l'abbaye de Saint-Maurice d'Agaune en Valais, est battue près de Bex. Gontran ferme l’entrée de la Gaule en occupant Aoste et Suse, sur le versant italien des Alpes[5]. Les Lombards signent un traité de paix avec Gontran et son allié Childebert II d’Austrasie[6].  Le roi de Bourgogne Gontran annexe les Alpes cottiennes qui comprennent Briançon, la vallée de la Maurienne et la vallée de Suse sur le versant italien. Il fonde un nouvel évêché, le diocèse de Maurienne dont le premier évêque, Felmase est consacré en 579[7].
- Cleph, roi des Lombards, est assassiné à Imola par un de ses domestiques après dix-huit mois de règne. Sa mort est suivie d'un interrègne de 10 ans pendant lequel les ducs se partagent les États lombards[8].
- Expédition du roi wisigoth Léovigild en Cantabrie : il prend Amaya et soumet la région[9].
- Édit de proscription du bouddhisme et du taoïsme en Chine du Nord (574-580)[10].

## Décès en 574
- 7 juillet : Jean III, pape